# Sitnîi, Rahău
Sitnîi (în ucraineană Сітний) este un sat în comuna Borcut din raionul Rahău, regiunea Transcarpatia, Ucraina.

## Demografie
Componența lingvistică a localității Sitnîi
     Ucraineană (100%)
Conform recensământului din 2001, toată populația localității Sitnîi era vorbitoare de ucraineană (100%).